# AEK-971
AEK-971 là loại súng trường tấn công do Sergey Ivanovich Koksharov thiết kế và được chế tạo tại nhà máy cơ khí Kovrov (nay chuyển thành cục Zаvоd imeni Degtyarev hay nhà máy Degtyarev). Thiết kế của nó dựa trên khẩu thử nghiệm Abakan vốn bị thất bại trong việc thử nghiệm để đưa vào phục vụ trong quân đội vào cuối những năm 1980. Nhưng việc thiết kế nâng cấp vẫn được tiến hành với mục tiêu chính chuyển sang cho lực lượng cảnh sát và xuất khẩu. Vào năm 2000 một số lượng nhỏ đã được sản xuất sử dụng đạn 5,45×39mm theo yêu cầu của Bộ Nội vụ Nga để trang bị cho một số lực lượng vũ trang. Tuy nhiên việc sản xuất đã bị đình chỉ vào năm 2006 khi nhà máy Koksharov chuyển hoàn toàn sang sản xuất dân sự. Toàn bộ dây chuyền sản xuất cùng công nghệ đã được chuyển sang cho nhà máy ZID ở cùng thành phố nhưng việc sản xuất AEK-971 vẫn không được tiếp tục do không có đơn đặt hàng đủ để trang trải chi phí lắp đặt và sử dụng hệ thống sản xuất đắt tiền này.

## Thiết kế
AEK-971 sử dụng cơ chế nạp đạn bằng khí nén với khóa nòng xoay. Tuy nhiên, nó có tới hai bộ phận trích khí và pít ton, một gắn với khóa nòng, một gắn với một thanh kim loại nặng. Khi hoạt động, hai bộ phận sẽ chuyển động ngược nhau và triệt tiêu độ giật lẫn nhau giúp cho súng cân bằng khi bắn. Cả hai pít ton được đồng bộ hóa thông qua một bánh răng. Thiết kế này nhằm vô hiệu hóa 3 trong 4 nguyên nhân tạo ra độ giật. Nguyên nhân thứ nhất là khi viên đạn di chuyển trong nòng súng sẽ tạo ra độ giật, đây là nguyên nhân chính tạo ra độ giật. Nguyên nhân thứ hai là hệ thống khóa nòng nặng bị đẩy đột ngột về phía sau tạo ra độ phản lực để hình thành quán tính. Nguyên nhân thứ ba là hệ thống khóa nòng dừng lại đột ngột khi kết thúc chu kỳ (các hiện tượng này thường thấy trong các khẩu sử dụng hệ thống trích khí dài cơ bản). Nguyên nhân thứ tư là khi hệ thống khóa nòng nặng dừng lại khi di chuyển lên phía trước để nạp viên đạn mới. Sự chuyển động đồng bộ và ngược nhau giữa các xung sẽ khiến chúng triệt tiêu lẫn nhau và làm cho khẩu súng trở nên cân bằng hơn khi bắn tự động. Hệ thống trích khí này còn gọi là trích khí chữ T do luồng khí nén chuyển động sang hai bên trong ống trích khí. Nó còn tích hợp thêm bộ phận chống giật ở đầu nòng súng.
AEK-971 có thể sử dụng hộp đạn rời của khẩu AKM hay AK-74 nhưng nó cũng có thể sử dụng hộp đạn hai rãnh để chứa được nhiều đạn hơn. Báng súng bằng nhựa của AEK-971 có thể gấp sang bên để tiết kiệm không gian. Nút khóa an toàn cũng là nút chọn chế độ bắn với ba chế độ là từng viên, hai viên và tự động. Hệ thống nhắm cơ bản của loại súng này là điểm ruồi dạng chữ V nhưng nó còn có thể gắn thêm các hệ thống nhắm phụ trợ khác. Nếu so sánh thì AEK-971 có thiết kế đơn giản hơn AN-94 và rẻ hơn khi sản xuất. Theo một số người từng thử loại súng này thì họ có nói nếu xạ thủ không bị run tay thì trong khoảng cách 100 m xạ thủ có thể bắn hai viên liên tiếp xuyên qua cùng một lỗ đạn trên bia.

## Biến thể
AEK-971 có hai biến thể chính là AEK-972 và AEK-973 sử dụng loại đạn khác. AEK-972 sử dụng loại đạn 5,56×45mm của NATO. AEK-973 sử dụng loại đạn 7,62×39mm.
AEK-971 và AEK-973 có hai biến thể phụ là AEK-971s và AEK-973s. Chúng có hệ thống máy móc được nâng cấp, bổ sung thêm chế độ bắn ba viên và báng súng dạng khung đẩy vào kéo ra chứ không phải gấp để giảm trọng lượng.

## Hình ảnh

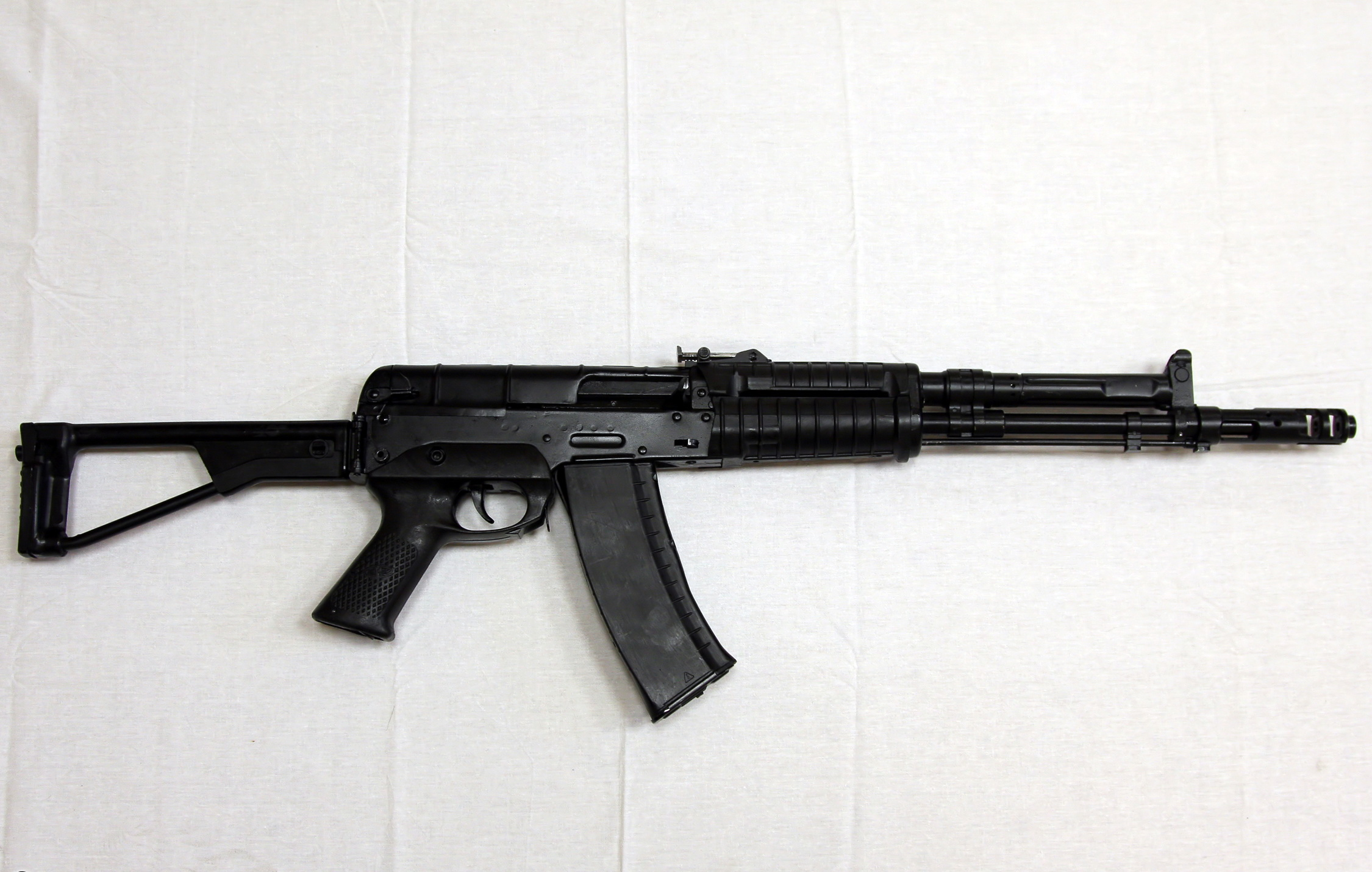
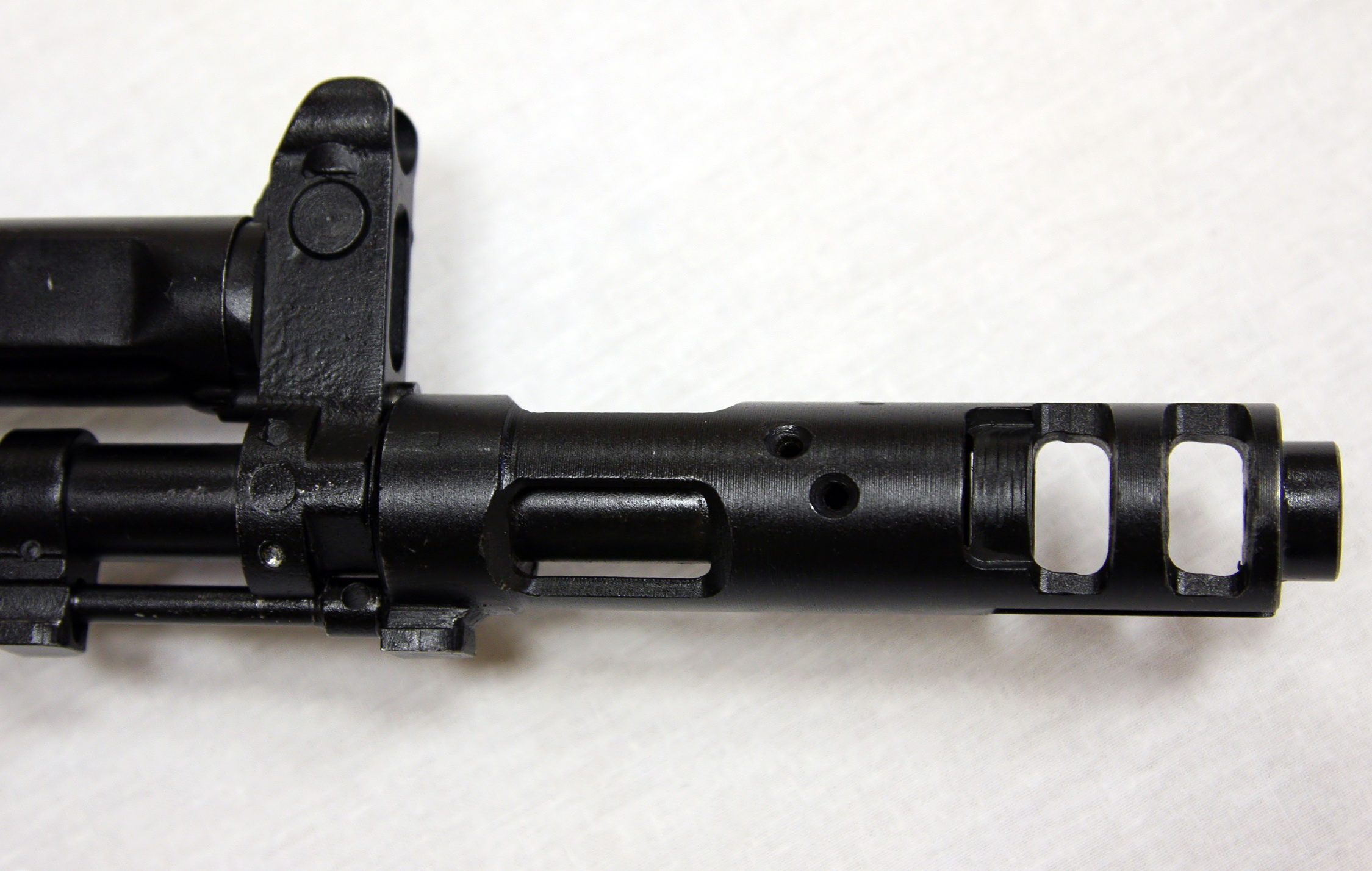
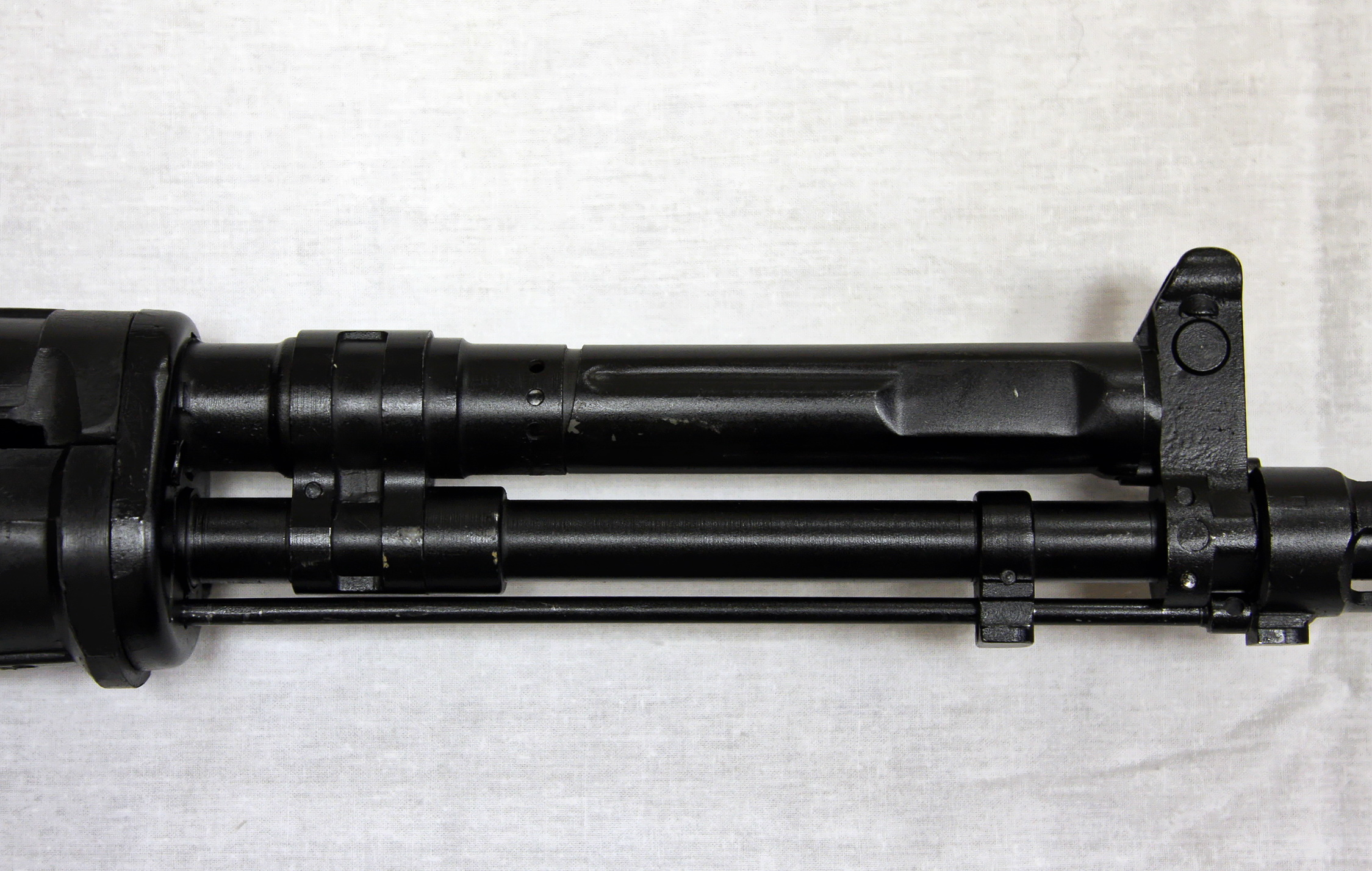
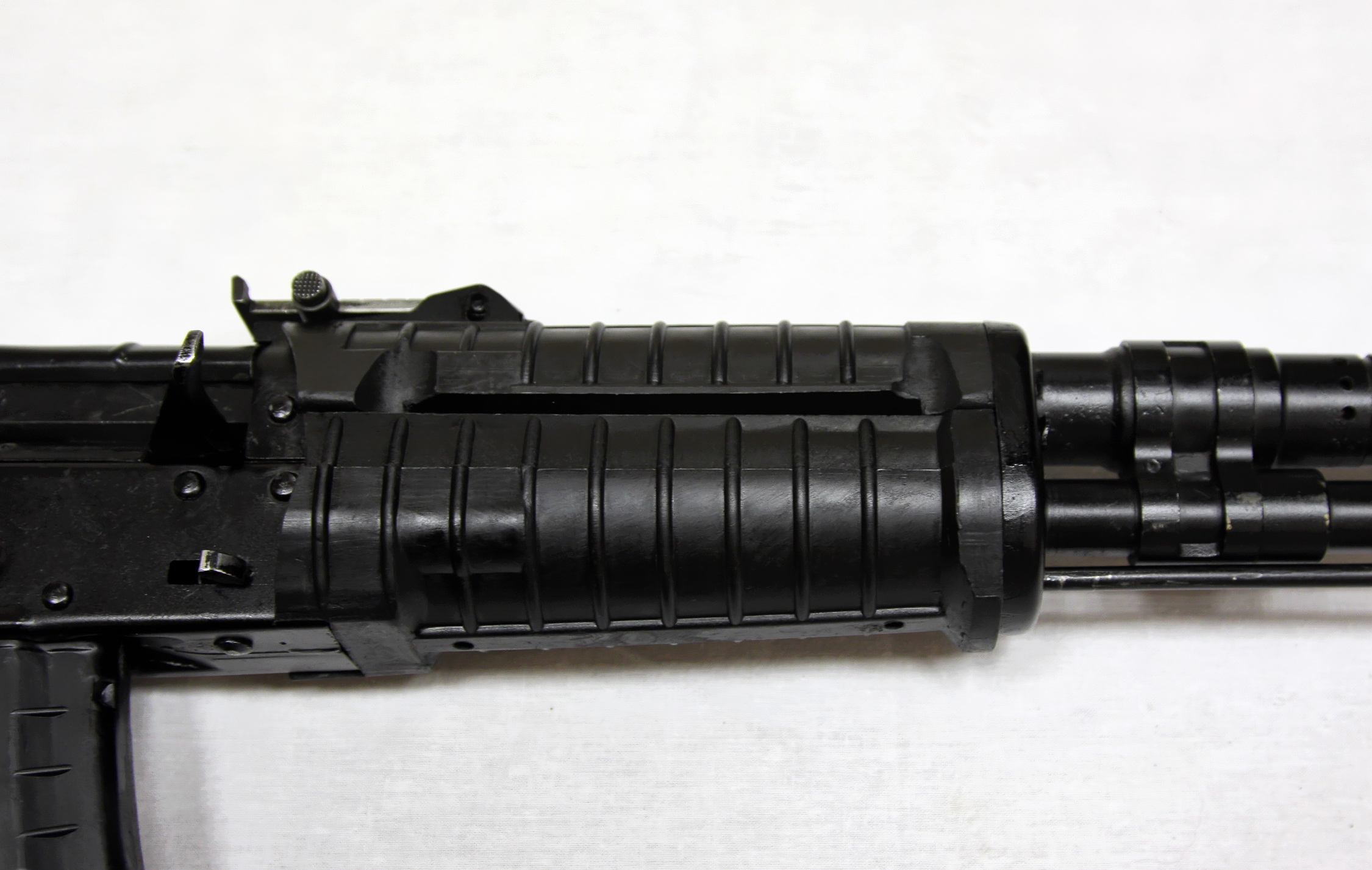
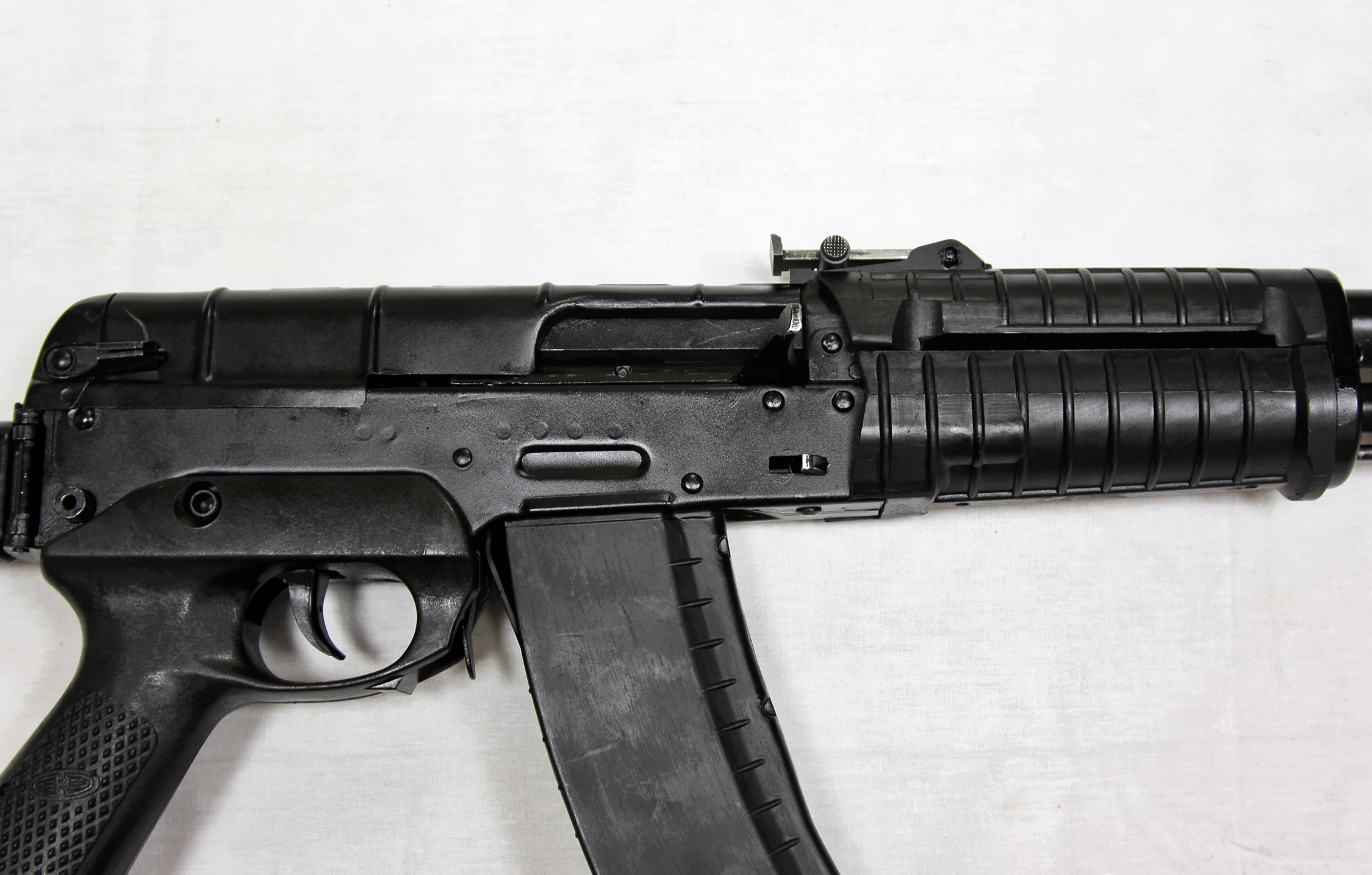
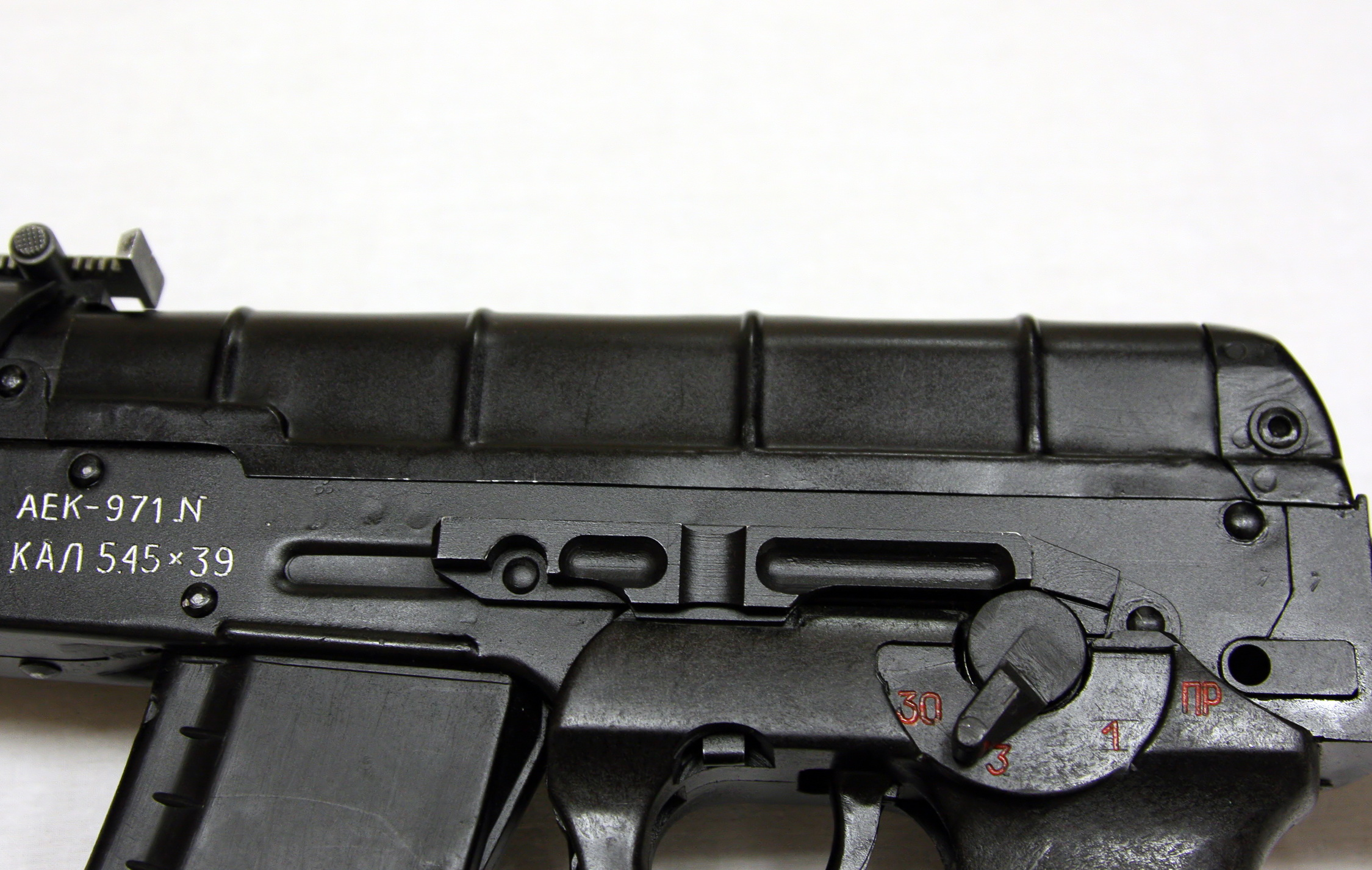
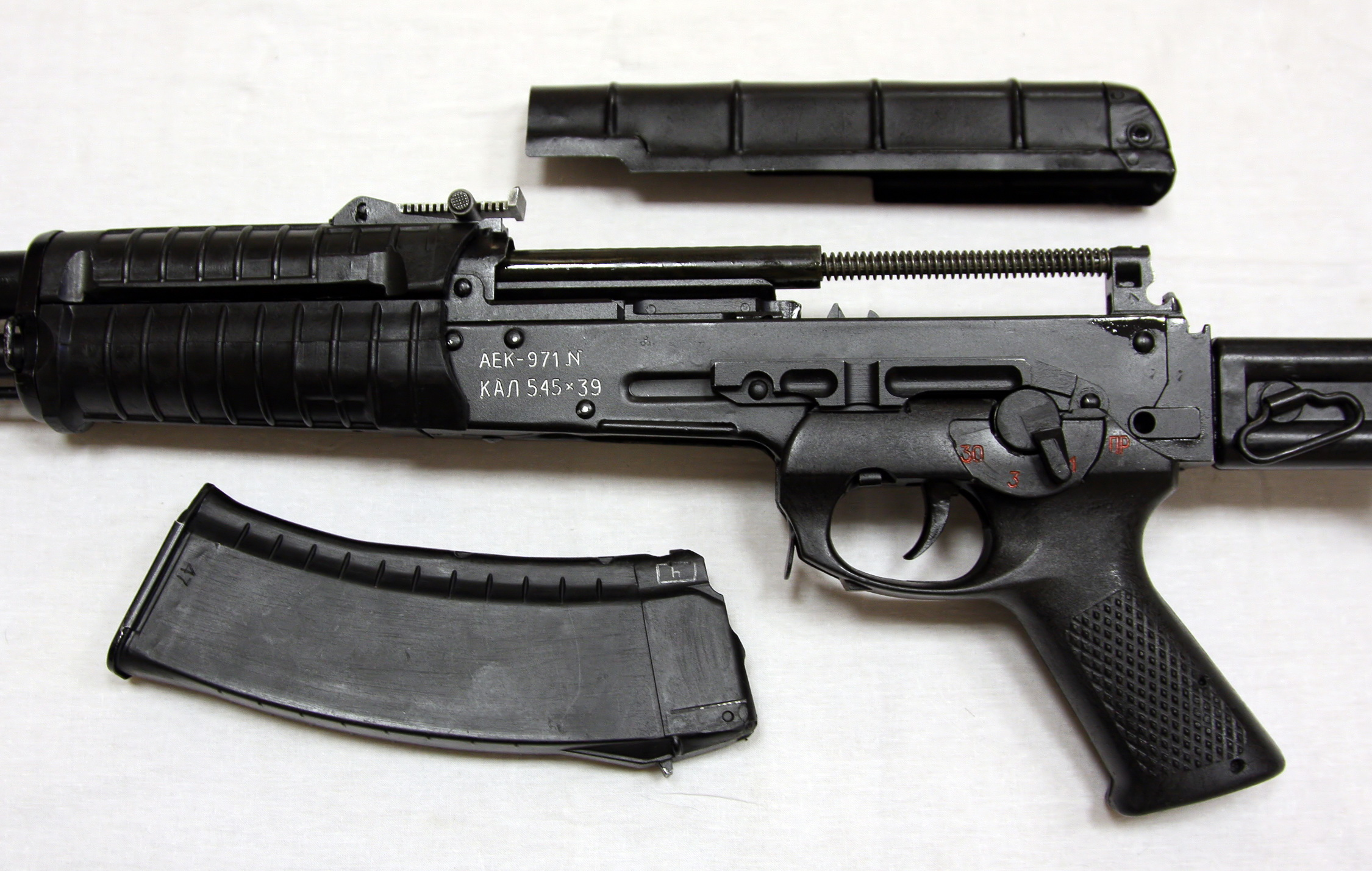
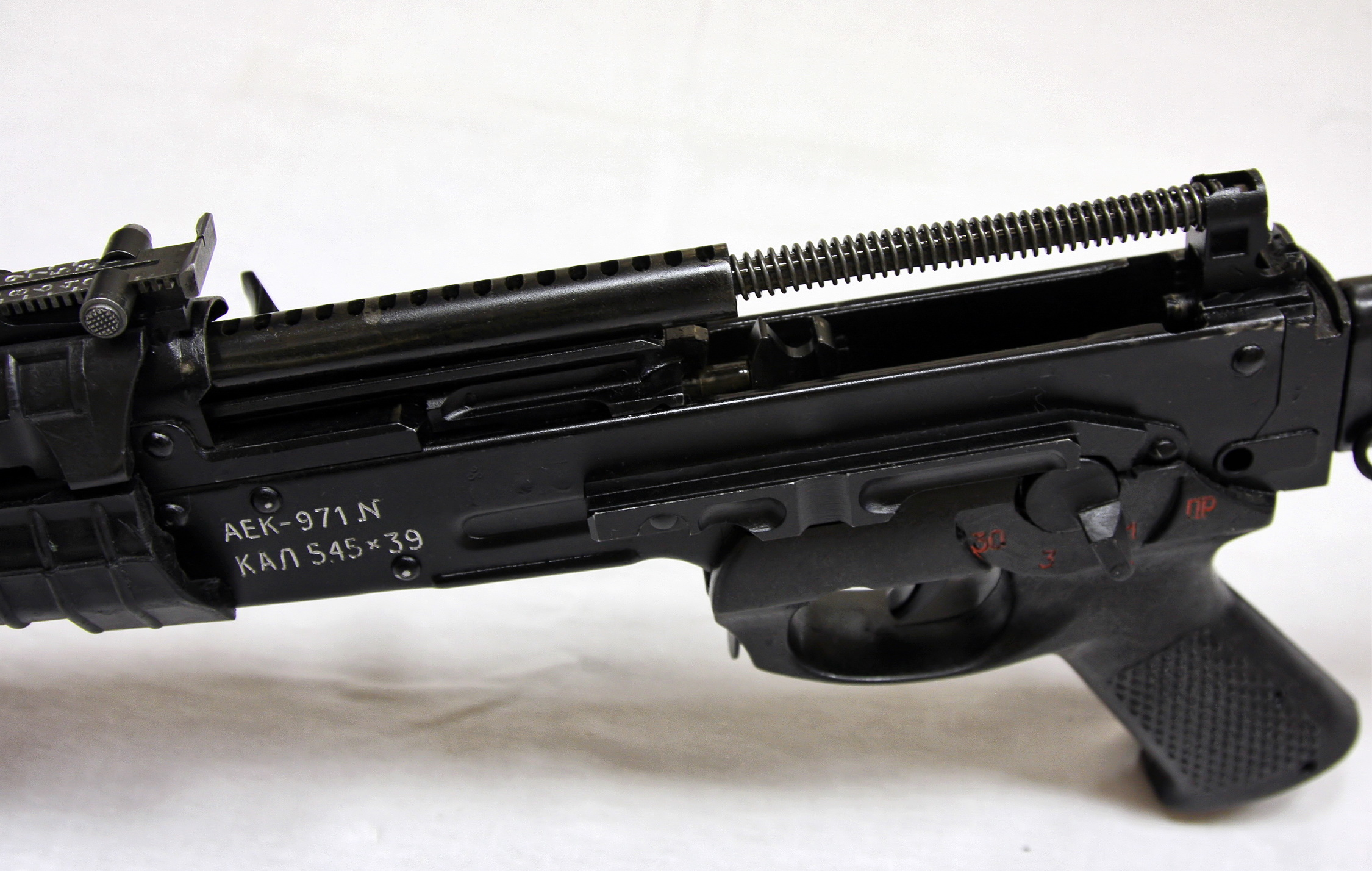